# 二甲太祖拳
二甲太祖拳，是台灣台南市六甲區二甲里的一种拳法，据传源自清朝末年。

## 歷史
清朝末年，有位唐山老師父（化師）來到赤山堡五甲庄（今六甲區六甲里之中、南部），與庄內豆干清師二人共同傳授宋江鹿陣及太祖拳給庄民。
當時西鄰二甲庄有張福、張响兩兄弟亦跟著兩位師父研習宋江鹿陣及太祖拳，數年後回二甲庄再傳授予該庄庄民。
再經數年，有安徽省鳳陽府行走江湖的老師父數十人前來六甲庄恒安宮媽祖廟（位於今六甲區六甲里東部近邊界處）前表演武藝，當時張响上前詢問中國傳統武藝事宜，該群老師父眼見張响年青有天資，又有傳統武藝根基，視為可造之材。其後張响跟隨老師父們行走江湖數年，幫忙擔藥箱、搬運武器、料理生活起居等事宜，以換取鳳陽府內家武藝及太祖拳。經過數年，鳳陽府老師父們要返回唐山，贈送銅製「春秋大刀」及「官刀」各一把給張响作紀念。前者今仍存放於二甲宋江會館內，後者經過百年已風化損毀。其後張响又赴唐山鳳陽府向老師父們習藝，前後共計十三年。